# Mannetjesputter
Een mannetjesputter is een flinke, grote man. De term is oorspronkelijk afkomstig uit het Fries, en duidt een man die wel "een stevige borrel verdragen kan". De term putter werd voorheen gebruikt om dronkaards mee aan te geven. De vrouwelijke variant is een mansfelder.
Een mannetjesputter is ook het mannetje van de putter of distelvink.